# Nematoplus collaris
Nematoplus collaris är en skalbaggsart som beskrevs av Leconte 1855. Nematoplus collaris ingår i släktet Nematoplus och familjen dubbelklobaggar. Inga underarter finns listade i Catalogue of Life.